# Episodi di Jessie (terza stagione)
La terza stagione della serie televisiva Jessie è stata trasmessa in prima visione assoluta negli Stati Uniti dal canale pay Disney Channel dal 5 ottobre 2013.
In Italia la stagione è iniziata il 6 aprile 2014.
| nº | Titolo originale                               | Titolo italiano                         | Prima TV USA      | Prima TV Italia   |
| -- | ---------------------------------------------- | --------------------------------------- | ----------------- | ----------------- |
| 1  | Ghost Bummers                                  | Un Halloween da paura                   | 5 ottobre 2013    | 2 novembre 2014   |
| 2  | Caught Purple Handed                           | La televendita                          | 11 ottobre 2013   | 6 aprile 2014     |
| 3  | Understudied and Overdone                      | Broadway finalmente?                    | 18 ottobre 2013   | 13 aprile 2014    |
| 4  | The Blind Date, the Cheapskate and the Primate | Un bidone di appuntamento               | 1º novembre 2013  | 27 aprile 2014    |
| 5  | Lizard Scales and Wrestling Tales              | Luke e la mamma wrestler                | 15 novembre 2013  | 4 maggio 2014     |
| 6  | The Rosses Get Real                            | I Ross aprono gli occhi                 | 22 novembre 2013  | 11 maggio 2014    |
| 7  | Good Luck Jessie: NYC Christmas                | Buona fortuna Jessie: Natale a New York | 29 novembre 2013  | 13 dicembre 2014  |
| 8  | Krumping and Crushing                          | Gara di ballo                           | 10 gennaio 2014   | 18 maggio 2014    |
| 9  | Hoedown Showdown                               | Siparietto country                      | 21 febbraio 2014  | 25 maggio 2014    |
| 10 | Snack Attack                                   | Attacco alla merenda                    | 7 marzo 2014      | 1º giugno 2014    |
| 11 | Creepy Connie 3: The Creepening                | Connie la pazza e Mac la strega         | 11 aprile 2014    | 9 novembre 2014   |
| 12 | Acting with the Frenemy                        | Recitando con la amica-nemica           | 27 aprile 2014    | 14 settembre 2014 |
| 13 | From the White House to Our House              | Un compleanno con la first lady         | 16 maggio 2014    | 12 ottobre 2014   |
| 14 | Help Not Wanted                                | Aiuto non richiesto                     | 13 giugno 2014    | 21 settembre 2014 |
| 15 | Where's Zuri?                                  | Dov'è finita Zuri?                      | 20 giugno 2014    | 19 ottobre 2014   |
| 16 | Morning Rush                                   | Corsa contro il tempo                   | 27 giugno 2014    | 28 settembre 2014 |
| 17 | Lights, Camera, Distraction!                   | Ciak, si gira!                          | 11 luglio 2014    | 26 ottobre 2014   |
| 18 | Spaced Out                                     | Un compleanno spaziale                  | 25 luglio 2014    | 16 novembre 2014  |
| 19 | The Telltale Duck                              | Il magnate e la veterinaria             | 8 agosto 2014     | 3 ottobre 2014    |
| 20 | Coffee Talk                                    | Caffè parlante                          | 22 agosto 2014    | 12 aprile 2015    |
| 21 | Between the Swoon and New York City            | Poveri e felici                         | 19 settembre 2014 | 8 marzo 2015      |
| 22 | No Money, Mo' Problems                         | Niente denaro, molti problemi           | 26 settembre 2014 | 15 marzo 2015     |
| 23 | The Runaway Bride of Frankenstein              | La proposta di matrimonio               | 2 ottobre 2014    | 22 marzo 2015     |
| 24 | There Goes the Bride                           | Il giorno del si                        | 10 ottobre 2014   | 29 marzo 2015     |
| 25 | Ride to Riches                                 | Quiz taxi                               | 21 novembre 2014  | 19 aprile 2015    |
| 26 | Jessie's Aloha-holidays with Parker and Joey   | Le vacanze Hawaiane di Jessie           | 28 novembre 2014  | 19 dicembre 2015  |

## Un Halloween da paura
- Titolo originale: Ghost Bummers
- Diretto da: Rich Correll
- Scritto da: David J. Booth e Eric Schaar

### Trama
La signora Chesterfield organizza una festa di Halloween sul tetto escludendo Jessie e i ragazzi, i quali rispondono facendone un'altra nel loro appartamento. Ma all'improvviso spuntano inquietanti presenze.
- Guest star: Carolyn Hennesy (Rhoda Chesterfield), Kyle Cartieri (supereroe).

## La televendita
- Titolo originale: Caught Purple Handed
- Diretto da: Rich Correll
- Scritto da: Mike Montesano e Ted Zizik

### Trama
Ravi, Emma e Luke non hanno consegnato alla scuola il ricavato della vendita dei muffin da dare in beneficenza e per riuscire a trovare quei soldi decidono di organizzare una festa sulla terrazza. Jessie con l'aiuto di un agente riesce ad avere un ingaggio per una televendita.
- Guest star: Matthew Timmons (Max Bauer), Cooper Barnes (direttore), Jessica Knight (assistente).

## Broadway, finalmente?
- Titolo originale: Understudied and Overdone
- Diretto da: Joel Zwick
- Scritto da: Sally Lapiduss e Erin Dunlap

### Trama
Jessie trova un ingaggio come sostituta in una commedia a Broadway, ma l'attrice protagonista non ne vuole sapere di darle un'occasione. Intanto Bertram spera di riuscire a fare il suo programma di cucina con l'aiuto di Emma e Zuri.
- Guest star: Amanda Jane Cooper (Susan Channing), Ray Ford (Harold).

## Un bidone di appuntamento
- Titolo originale: The Blind Date, the Cheapskate and the Primate
- Diretto da: Rich Correll
- Scritto da: David J. Booth e Eric Schaar

### Trama
Jessie propone a Tony di organizzare a vicenda un appuntamento al buio per l'altro per aiutarsi a voltare pagina. Tony però capisce male e le cose non vanno per il meglio, soprattutto quando al gruppo si unisce un gorilla scappato dallo zoo dove lavora Ravi.
- Guest star: Garrett Clayton (Earl), Chris Galya (Tony Chiccolini), L.J. Johnson (Ms. Kruchall)

## Luke e la mamma wrestler
- Titolo originale: Lizard Scales and Wrestling Tales
- Diretto da: Rich Correll
- Scritto da: Mike Montesano e Ted Zizik

### Trama
Luke vuole notizie sulla sua famiglia naturale e, con Emma, ruba a Jessie la chiave del cassetto che contiene il foglio con il nome di sua madre. Sembra essere una lottatrice di wrestling che quella sera terrà un incontro a New York. Jessie, scoperto che i ragazzi hanno frainteso il nome, li raggiunge.
- Guest star: Christina Moore (Christina Ross), Deven MacNair (Vanessa Colson), Haley Tju (Eileen Miller)

## I Ross aprono gli occhi
- Titolo originale: The Rosses Get Real
- Diretto da: Shannon Flynn
- Scritto da: Adam Lapidus

### Trama
Jessie e i ragazzi partecipano ad un reality show nella speranza di diventare famosi. Ma quando si accorgono che la produttrice ha mandato in onda, attraverso un montaggio particolare, una versione di loro molto lontana dalla realtà decidono di boicottare il programma
- Guest star: Rachel Germaine (Corinne Baxter), Lily Mae Harrington (Delilah)

## Buona fortuna Jessie: Natale a New York
- Titolo originale: Good Luck Jessie: NYC Christmas
- Diretto da: Rich Correll e Phill Lewis
- Scritto da: Bo Belanger, Jonah Kuehner, Valerie Ahern e Christian McLaughlin

### Trama
L'episodio si apre con Teddy che viene accettata per frequentare Yale a New York. Teddy, insieme a PJ va a New York. Ma quando PJ rimane fermo ad un carrello degli hot dog, incontra Skyler, trasferita a New York, e così tornano insieme. Nel frattempo, Teddy, nella metropolitana, incontra Jessie e Zuri. Arrivati a casa Ross, Teddy e PJ decidono di rimanere finché la tormenta di neve non smette. E da lì iniziano i guai. Intanto, a Denver, Amy e Bob cercano di capire che regalo vuole Charlie per Natale.
- Cast di Buona Fortuna Charlie: Bridgit Mendler (Teddy Duncan), Leigh-Allyn Baker (Amy Duncan), Bradley Steven Perry (Gabe Duncan), Mia Talerico (Charlie Duncan), Eric Allan Kramer (Bob Duncan), Jason Dolley (PJ Duncan), Logan Moreau (Toby Duncan), Samantha Boscarino  (Skyler).
- Guest star: Dana Daurey (Marcy), Amir K (George), Peter Allyn Vogt (Babbo Natale), Paul Willson (L'altro Babbo Natale), Joe Gieb (Joe), Mike Batayeh (Sal), Gabby Sanalitro (Ada)
- Nota: È un crossover natalizio di un'ora, ed è considerato un episodio sia di Buona fortuna Charlie, che di Jessie, infatti la sigla contiene i personaggi di entrambe le serie.
- Nota: Questo crossover, visto i precedenti tra "Austin & Ally" e "Jessie, e "Buona fortuna Charlie" e "A tutto ritmo", fa capire che tutte e quattro le serie, vivono nello stesso universo immaginario.

## Gara di ballo
- Titolo originale: Krumping and Crushing
- Diretto da: Bob Koherr
- Scritto da: Valerie Ahern e Christian McLaughlin

### Trama
Jessie decide di iscrivere Luke ad un corso di danza per evitare che passi tutto il suo tempo davanti ai videogiochi. Quando Luke trascura la scuola per ballare, decide di ritirarlo ma Phil invita Jessie e Bertram ad unirsi alla classe. Zuri si è presa una cotta per un ragazzo e Emma e Ravi si convincono che si tratti di Tony.
- Guest star: Roger Bart (Mr. Phil McNichol), Chris Galya (Tony Chiccolini), Lauryn Speights (ballerina), Taj Speights (ballerino).

## Siparietto country
- Titolo originale: Hoedown Showdown
- Diretto da: Lauren Breiting
- Scritto da: Pamela Eells O'Connell

### Trama
Nel palazzo si trasferisce Maybelle, una ragazza arrivata dalla campagna che ci tiene a legare con Emma. Quest'ultima però non sopporta i suoi modi campagnoli e decide di cambiarla in una ragazza media americana. Intanto Ravi è deluso per non essere riuscito ad entrare nella band scolastica del signor Collinsworth suonando il sitar. Jessie decide così di fondare un'altra band, che però si rivela disastrosa. Tuttavia la bravura di Ravi fa andare in vantaggio la squadra.
- Guest star: Noah Centineo (Rick), Stefanie Scott (Maybelle), Brian Stepanek (Mr. Collinsworth).

## Attacco alla merenda
- Titolo originale: Snack Attack
- Diretto da: Maxine Lapiduss
- Scritto da: Erin Dunlap e Sally Lapiduss

### Trama
Quando Jessie nota un famoso direttore nel parco, lei cerca di impressionarlo aiutando sua figlia a fare amicizia con i bambini Ross. Però non sa che la bambina, Wendy McMillan, è terribile e comincia a combinare guai in casa Ross. Inoltre ricatta Zuri e Bertram di dire al padre di far saltare l'audizione alla tata se non le fanno fare ciò che vuole e se non partecipano ai suoi malefici giochi. Nel frattempo, Emma va oltre il suo limite sulla sua bolletta del cellulare, e Jessie la costringe a trovare un lavoro così che possa pagare la bolletta. Ravi e Luke aprono però un bancone nello stesso luogo dove lavora Emma e così le è difficile guadagnare i soldi.
- Guest star: Isabella Cramp (Wendy McMillan), Lombardo Boyar (Boomer), Stephen Guarino (James McMillan).

## Connie la pazza e Mac la strega
- Titolo originale: Creepy Connie 3: The Creepening
- Diretto da: Joel Zwick
- Scritto da: David J. Booth e Eric Schaar

### Trama
Connie assolda Mackenzie per spaventare Luke con l'intento di farlo cadere tra le sue braccia. Poi, dopo aver messo fuori gioco Jessie e Ravi, organizzano un matrimonio nella terrazza dei Ross.
- Guest star: G. Hannelius (Mackenzie), Sierra McCormick (Connie Thompson), Lombardo Boyar (Boomer)

## Recitando con la amica-nemica
- Titolo originale: Acting with the Frenemy
- Diretto da: Sean K. Lambert
- Scritto da: Mike Montesano e Ted Zizik

### Trama
Jessie va a un corso di recitazione e lì fa amicizia con Abbey che lega molto con Ravi data la comune passione per le lucertole. Abbey tenta continuamente di sabotare gli sforzi di Jessie di ottenere un ruolo. Emma dà dei consigli d'amore a Stuart, che tenta di conquistare Zuri che ha una cotta non ricambiata per Shane.
- Guest star: Jillian Rose Reed (Abbey), Tom Parker (River Stevens), Lauryn Speights (ballerina), Taj Speights (ballerino), J.J. Totah (Stuart Wooten), Nathaniel J. Potvin (Shane).

## Un compleanno con la first lady
- Titolo originale: From the White House to Our House
- Diretto da: Rich Correll
- Scritto da: Pamela Eells O'Connell

### Trama
Zuri fa amicizia con Taylor, una bambina che vive con la nonna perché la madre, militare, è in missione oltreoceano. Per il suo decimo compleanno, Zuri chiama Michelle Obama per chiederle di riportare la mamma di Taylor a casa per la festa di compleanno che hanno organizzato per la figlia.
- Guest star: Kyla-Drew Simmons (Taylor Harris), Yvette Saunders (Sergente Harris), Vernee Watson-Johnson (Mrs. Harris), Lauren Pritchard (Coach Penny), Michelle Obama (Michelle Obama)

## Aiuto non richiesto
- Titolo originale: Help Not Wanted
- Diretto da: Steve Hoefer
- Scritto da: Sally Lapiduss e Erin Dunlap

### Trama
Jessie ha bisogno di qualche soldo in più per comprare un regalo speciale per il compleanno di suo padre, così accetta un lavoro all'Empire Skate Building. Nel frattempo, Luke, Zuri e Ravi per qualche soldo in più decidono di badare ai figli dei vicini con risultati alquanto disastrosi.
- Guest star: Kurt Ela (Beau Jones), Lombardo Boyar (Boomer).
- Nota: In questo episodio, Jessie ad un certo punto dice di andare in bagno ma Emma nell'episodio "Connie la Pazza e Mac la Strega" dichiara che all'Empire Skate Building non c'è nessun bagno.

## Dov'è finita Zuri?
- Titolo originale: Where's Zuri?
- Diretto da: Rich Correll
- Scritto da: Mike Montesano e Ted Zizik

### Trama
Da quando Stuart ha un nuovo "tato", Hudson, è cambiato per look e personalità e Zuri ne è colpita. I metodi di Hudson sono un po' estremi e Jessie ha paura che possano mettere in pericolo i bambini. Stanchi dei loro battibecchi, Zuri e Stuart spariscono. Ravi decide di partecipare a un talent show.
- Guest star: J.J. Totah (Stuart Wooten), Matt Shively (Hudson)

## Corsa contro il tempo
- Titolo originale: Morning Rush
- Diretto da: Kevin Chamberlin
- Scritto da: Valerie Ahern e Christian McLaughlin

### Trama
Jessie corre contro il tempo per mandare i ragazzi a scuola in orario, ma Ravi e Zuri non hanno ancora finito i compiti da consegnare il giorno stesso, Emma non riesce a decidere come vestirsi, e Luke è talmente addormentato da cacciarsi in un brutto guaio. Sarà utilizzato come modello per l'opera artistica di Ravi.

## Ciak, si gira!
- Titolo originale: Lights, Camera, Distraction!
- Diretto da: Lauren Breiting
- Scritto da: Adam Lapidus

### Trama
Jessie decide di raccontare la sua storia d'amore con Tony in un cortometraggio e di presentarlo a un concorso. Purtroppo le riprese non vanno come dovrebbero e Jessie medita di gettare la spugna, ma poi capisce che non tutto è perduto.
- Guest star: Chris Gayla (Tony Chiccolini)

## Un compleanno spaziale
- Titolo originale: Spaced Out
- Diretto da: Rich Corell
- Scritto da: Adam Lapidus

### Trama
Per il suo compleanno Ravi riceve dai genitori la possibilità di andare nello spazio. Ad accompagnarlo ci sarà Ivan, astronauta in pensione.
- Guest star: John Rubinstein (Ivan), Jett Dunlap (Manny)

## Il magnate e la veterinaria
- Titolo originale: The Telltale Duck
- Diretto da: Leigh-Allyn Baker
- Scritto da: Pamela Eells O'Connell

### Trama
Jessie accetta di accompagnare Bertram ad una riunione dove potrà rincontrare i suoi ex compagni di classe. Nel frattempo, Ravi vuole un videogioco, ma Jessie dice di no. Allora Ravi escogita un piano per rubarlo. 
- Guest star: Greg Thirloway (Eric Booth), Lauren Benz Phillips (Alexia)

## Caffè parlante
- Titolo originale: Coffee Talk
- Diretto da: Debby Ryan
- Scritto da: Jessica Lopez

### Trama
Jessie regala due braccialetti VIP per Emma e Zuri per il concerto dei loro sogni mentre Bertram diventa ossessionato dalla sua nuova macchina per caffè, così Luke cerca di portarla via.

## Poveri e felici
- Titolo originale: Between the Swoon and New York City
- Diretto da: Jon Rosenbaum
- Scritto da: Erin Dunlap e Sally Lapiduss

### Trama
Jessie conosce al parco un ragazzo. Parlando scoprono di avere molte cose in comune. Brooks è un ragazzo ricco e grazie alle sue conoscenze riesce a scoprire dove abita Jessie e a invitarla ad uscire con lui. Tra loro scatta la scintilla. Tutto scorre liscio fino a quando Jessie scopre che Brooks è figlio della signora Chesterfield. 
- Guest star: Pierson Fode (Brooks Wentworth), Carolyn Hennesy (Rhoda Chesterfield).

## Niente denaro, molti problemi
- Titolo originale: No Money, Mo' Problems
- Diretto da: Victor Gonzalez
- Scritto da: Adam Lapidus

### Trama
Nonostante le difficoltà economiche di Brooks causate dalla madre, lui sceglie di rimanere fidanzato con Jessie e trova lavoro come addetto all'ascensore nel palazzo. Passano le settimane e i due giovani sono sempre più innamorati, ma presto Jessie capisce che se davvero vuole il meglio per Brooks, deve lasciarlo andare per permettergli di tornare alla sua vita. Prima che ciò accada, però, in seguito ad una conversazione con Bertram, la signora Chesterfield comprende di non poter separare i due e decide di riconsegnare a Brooks tutto il patrimonio che gli spetta. Qualche giorno più tardi, il ragazzo si presenta in casa Ross e chiede a Jessie di sposarlo. 
Nel frattempo, Ravi si sente sfruttato dai fratelli, che sembrano intetessarsi e passare tempo con lui solo per i loro scopi personali. Quando cercano persino di chiedergli informazioni necessarie ai loro compiti con l'inganno e disinteressandosi dei suoi sentimenti, Ravi ne resta ferito e se ne va. Emma, Luke e Zuri decidono allora di organizzare una sorpresa decorando la sala proiezioni a tema indiano e completando per Ravi una ricerca di storia, che lui non era riuscito a finire a causa loro. Poi si scusano per come lo hanno fatto sentire, dichiarando che gli vogliono bene e che da quel momento si sarebbero occupati da soli dei loro impegni. 
- Guest star: Pierson Fode (Brooks Wentworth), Carolyn Hennesy (Rhoda Chesterfield), Chris Galya (Tony Chiccolini).

## La proposta di matrimonio
- Titolo originale: The Runaway Bride of Frankenstein
- Diretto da: Bob Koherr
- Scritto da: Vanessa Mancos

### Trama
Brooks chiede a Jessie di sposarlo ma lei si prende del tempo per pensarci. Il suo dilemma è che non è sicura che sia il fidanzato perfetto e in più vorrebbe che i ragazzi andassero più d'accordo con lui. 
- Guest star: Pierson Fode (Brooks Wentworth).

## Il giorno del si
- Titolo originale: There Goes the Bride
- Diretto da: Bob Koherr
- Scritto da: Pamela Eells O'Connell

### Trama
Quando Brooks ottiene un lavoro in Africa e deve trasferirsi lì, chiede a Jessie di seguirlo. La tata allora deve decidere di andare a vivere con Brooks o rimanere a New York con i ragazzi. 
- Guest star: Pierson Fode (Brooks Wentworth), Carolyn Hennesy (Rhoda Chesterfield).

## Quiz taxi
- Titolo originale: Ride to Riches
- Diretto da: Bob Koherr
- Scritto da: Leigha Barr e Pete Szillagyl

### Trama
Jessie deve andare ad una audizione e porta con sé anche Ravi che è triste per essere stato espulso dalla squadra di baseball e deriso da tutti i suoi compagni. Appena entrano nel taxi, però, scoprono di essere finiti a QuizTaxi, uno show a quiz in diretta streaming da un taxi. Nel frattempo Emma e Luke decidono di seguire Bertram perché non credono alla storia che lui vada in palestra e scoprono che va ad una Fiera Rinascimentale. 
- Guest star: Bob Bledsoe (Mort), Chris Wylde (Grover)

## Le vacanze Hawaiane di Jessie
- Titolo originale: Jessie's Aloha-holidays with Parker and Joey
- Diretto da: Shannon Flynn
- Scritto da: Valerie Ahern, Christian McLaughlin, David J. Booth e Eric Schaar

### Trama
I Ross vanno in vacanza alle Hawaii e inaspettatamente trovano lì Shaylee Micheals e due individui molto strani: Joey e Parker Rooney. 
- Guest star: Maia Mitchell (Shaylee Michaels), Amy Hill (Keahi), Wayne Wilderson (Kevin Randolf)